# Gemini (группа, Португалия)
Gemini — португальская группа, существовавшая в 1976-1979 годах. В состав группы входили Фатима Падинья, Тереза Мигель, Тозе Брито и Майк Серженч.
В 1978 году группа представила Португалию на конкурсе песни «Евровидение-1978».

## История

### Евровидение

#### 1977
В 1977 году группа участвовала в национальном отборе на конкурс песни «Евровидение-1977» с песней «Portugal no coração». Песня была объявлена победителем, однако каждую песню исполняли два исполнителя. Жюри понравилось исполнение группы «Os Amigos», именно поэтому «Os Amigos» решили отправить на конкурс.

#### 1978
В 1978 году группа снова решила попытать удачу в отборе. Исполненные ими три композиции, «Dai-li dou» была объявлена победителем. Группе было предоставлено участие на конкурсе песни «Евровидение-1978».
На конкурсе, музыканты выступили пятыми. Композиция набрала всего 5 баллов, заняв 17 место.

### Распад группы
Группа распалась в 1979 году.
Участницы группы, Тереза и Фатима, представили Португалию на конкурсе песни «Евровидение-1982» в составе группы «Doce».

## Дискография

### LPS
- Pensando em Ti (LP, 1977)
- Dai Li Dou (LP, 1979)
- Os Maiores Êxitos dos Gemini (LP, Polygram)

### Синглы
- Pensando Em Ti / Pequenas Coisas (Polygram, 1976)
- Portugal No Coração / Cantiga de Namorar (Polygram, 1977)
- Uma Flor À Janela/Vidas Fáceis (Polygram, 1977)
- É Natal, Feliz Natal / Natal de Um Homem Só (Polygram, 1977)
- O Circo E A Cidade / Ano Novo é Vida Nova (Polygram, 1978)
- Dai Li Dou / Gente Lá da Minha Rua (Polygram, 1978)
- Dancemos Juntos / O Tempo E O Nada (Polygram, 197*)
- Quero Abraçar-te Sexta-Feira à Noite (Polygram, 1979)